# Henri Collard
Pour les articles homonymes, voir Collard.
Henri Collard (né le 11 avril 1928 à Villers-aux-Bois et mort le 13 janvier 2012 à Lyons-la-Forêt) est un médecin et homme politique français.

## Biographie
Henri Collard naît le 11 avril 1928 à Villers-aux-Bois dans la Marne. Il suit des études de médecine grâce au soutien de sa mère, obtient son diplôme et s'installe en 1955 à Lyons-la-Forêt.
Élu conseiller général du canton de Lyons-la-Forêt en 1964 sous l'étiquette du Parti radical et radical socialiste qui deviendra l'une des composantes de l'UDF dans les années 1970. Il conserve jusqu'en mars 2008 ce mandat. En 1971, il entre au conseil municipal de Lyons-la-Forêt sous le mandat de Philippe Debeaupuis avant d'en être élu maire en 1977. Il devient sénateur en 1981 après le décès de Gustave Héon dont il était le suppléant. Membre du groupe de la Gauche démocratique, il occupe ce siège jusqu'au renouvellement de 1998 auquel il ne participe pas.
En 1982, il est élu président du conseil général de l'Eure en remplacement du radical de gauche Paul Guilbaud. Il occupe ce fauteuil, durant près de 20 ans, jusqu'en 2001, date du basculement à gauche de ce département et de l'élection à la présidence du socialiste Jean-Louis Destans. À la fin de sa carrière politique, alors qu'il l'avait commencé à gauche, il rejoint l'UMP, comme d'autres élus de l'UDF, lors de la création de cette formation en 2002.
Il prend sa retraite de médecin généraliste en 1985. Toutefois, il poursuit sa carrière politique. En 1996, il est à l'origine de la communauté de communes du canton de Lyons-la-Forêt qu'il préside jusqu'en 2008. 
Hervé Morin, ministre de la Défense, lui remet les insignes d'officier de la Légion d'honneur en août 2008.
Il décède le 13 janvier 2012 à Lyons-la-Forêt. Ses obsèques ont eu lieu à Lyons-la-Forêt le 20 janvier.

## Distinctions
- Officier de la Légion d'honneur (2008) .

## Mandats
- 1977 - 2008 : maire de Lyons-la-Forêt
- 1964 - 2008 : conseiller général du canton de Lyons-la-Forêt
- 1981 - 1998 : sénateur de l'Eure
- 1982 - 2001 : président du conseil général de l'Eure
- 1996 - 2008 : président de la communauté de communes du canton de Lyons-la-Forêt